# John Chisum
John Simpson Chisum (15 de agosto de 1824 - 22 de dezembro de 1884) foi um fazendeiro e homem de negócios norte-americano. 

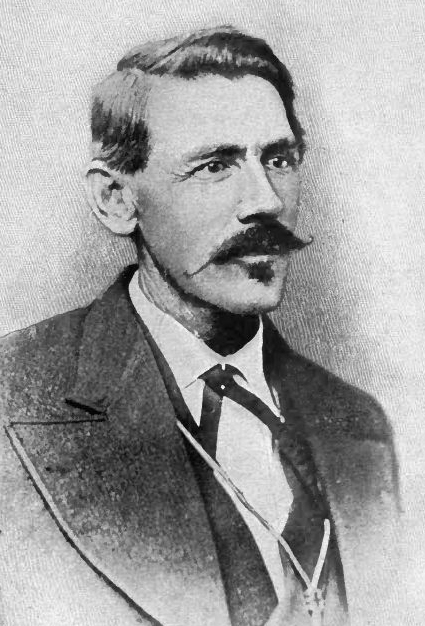
John S.Chisum

## Biografia
Nasceu no Condado de Madison no Tennessee. Passou os treze primeiros anos de sua vida na fazenda de seu avô, James Chisum. Em setembro de 1837 mudou-se com seus pais para o Condado de Lamar no Texas, onde ajudou a construir o Fórum da cidade. Aos 27 anos começou a trabalhar como vendedor para M.M Grant em Paris, Texas. 
Em 1854 entrou para o negócio de gado, financiado por Stephen K. Fowler, de quem foi sócio por dez anos. As primeiras mil cabeças de gado foram levadas ao Novo México por Chisum e seu irmão Pitzer no verão de 1867. Entre 1868 e 1878, Chisum se tornou o mais poderoso fazendeiro da região conhecida como Pecos Valley. Durante essa mesma época, Chisum tomou parte como aliado do também fazendeiro e empresário John Tunstall e o advogado Alexander McSween na Guerra do Condado de Lincoln; Contra os comerciantes monopolistas Lawrence Murphy e James Dolan.
Após uma cirurgia na cidade Kansas, para remover um tumor do pescoço a 7 de Julho de 1884, Chisum se mudou para Eureka Springs no Arkansas, onde veio a morrer em 4 de Dezembro do mesmo ano.

## Filmes
- Chisum de 1970 - Interpretado por John Wayne.
- Young Guns II de 1991 - Interpretado por James Coburn.